# Jean-René Lisnard
Jean-René Lisnard (født 25. september 1979 i Cannes, Frankrig) er en fransk/monegaskisk tennisspiller, der blev professionel i 1997. Han har, pr. maj 2009, endnu ikke vundet nogen ATP-turneringer.
Polansky er 172 cm. høj og vejer 68 kg.